# Hội đường Do thái cấp cao (Praha)

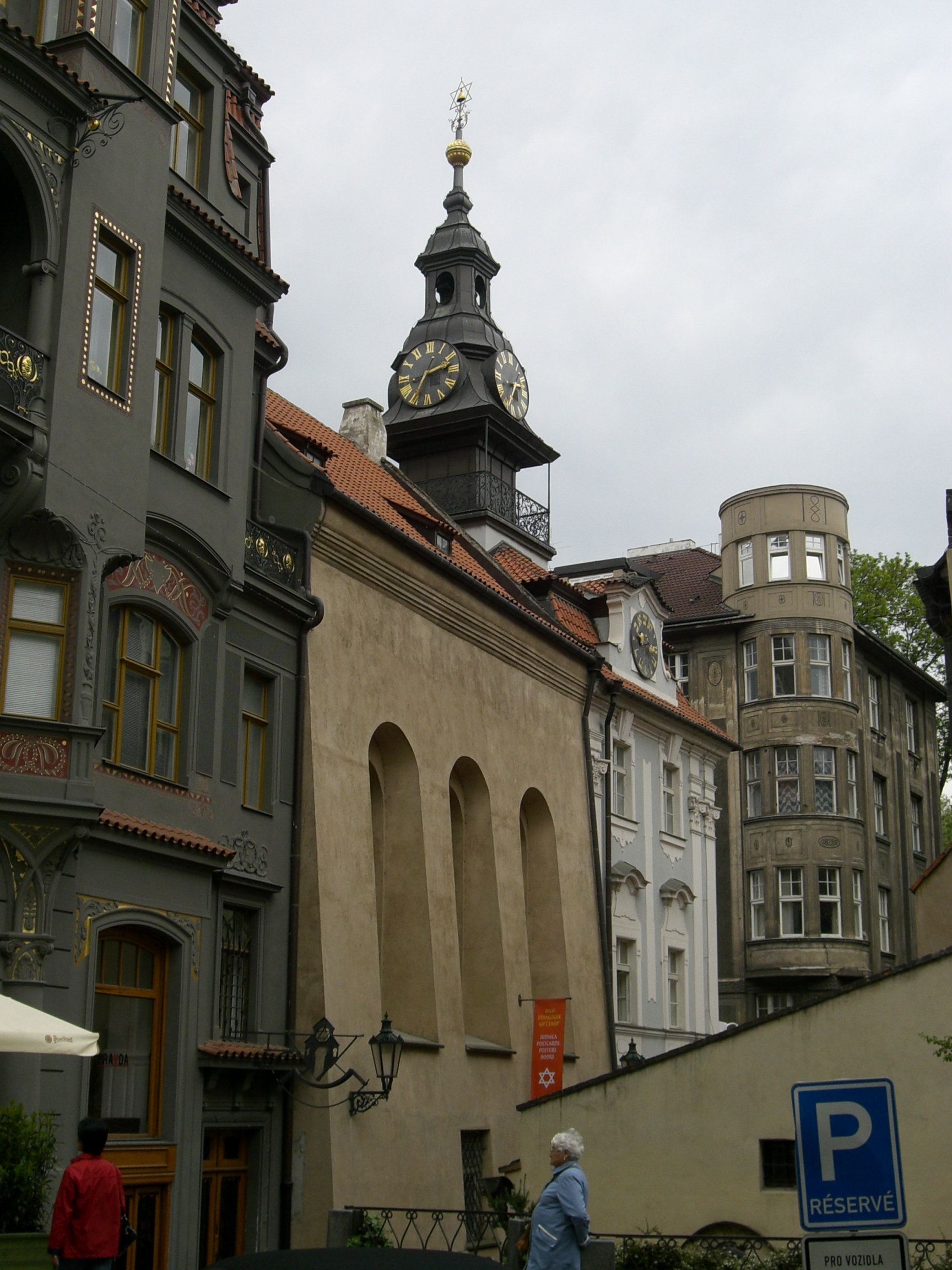
Hội đường Do Thái cấp cao

Hội đường Do Thái cấp cao (tiếng Séc: Vysoká synagoga). Công cuộc xây dựng hội đường hoàn thành vào năm 1568 (cùng năm với Tòa thị chính Do Thái), dưới sự tài trợ của Mordechai Maisel. Nhiều nguồn thông tin cho rằng, hội đường được mô phỏng theo kiến trúc của Hội đường Do Thái Cấp cao ở thành phố Kraków, Ba Lan (xây dựng vào năm 1556). Hội đường xây dựng theo phong cách kiến trúc Phục hưng dựa trên bản thiết kế của kiến trúc sư P.Roder với không gian rộng lớn, trần nhà trát vữa có mái vòm theo Kiến trúc Gothic, ở trung tâm là bục bimah và xung quanh là các dãy ghế ngồi. Ngoài ra, Mordechai Maisel cũng tặng cho hội đường sách Torah (Ngũ kinh của Kinh thánh Do thái) và các dụng cụ, đồ vật trang trí bằng bạc. Ngày nay, hội đường Do thái cấp cao trở thành nơi thuyết giảng cho các ủy viên của hội đồng tòa thị chính Do Thái.
Năm 1689, sau bị phá hủy bởi trận đại hỏa hoạn ở thành phố Praha, hội đường bước vào giai đoạn tái thiết.
Năm 1883, JM Wertmüller tiến hành tái xây dựng hội đường. Trong đó, khu vực mặt tiền đã được đơn giản hóa với vẻ ngoài hiện đại.
Vào năm 1907, chính quyền thành phố quyết định đóng của lối vào phía đông và mở lối vào mới hướng ra Phố Đỏ (Červená ulice).
Trong các giai đoạn: năm 1961, từ năm 1974 đến năm 1979 và năm 1982, công cuộc tái thiết tiếp tục diễn ra với một số hạng mục khác của công trình.
Trong thời kỳ cai trị của Phát xít Đức và chế độ cộng sản, hội đường Do Thái trở thành một phần của Bảo tàng Do Thái.